# Nicolas Ancion
Pour les articles homonymes, voir Ancion.
Nicolas Ancion, né le 23 mai 1971 à Liège, est un écrivain et traducteur belge.

## Biographie
Nicolas Ancion naît à Liège en Belgique, le 23 mai 1971. Il est le fils des marionnettistes Jacques et Françoise Ancion.
Il étudie la littérature à l'université de Liège et se lance dans l'écriture de théâtre et de nouvelles. Il est récompensé en 1989 et 1991 par le prix international Jeunes Auteurs puis publie en 1995 son premier roman, Ciel bleu trop bleu aux Éditions de l'Hèbe, en Suisse. Viendront ensuite une série de romans et de recueils de poésie qui lui vaudront plusieurs  prix en Belgique et à l'étranger. En 2009, il remporte le prix Victor Rossel des jeunes pour son roman L'Homme qui valait 35 milliards, dans lequel il raconte l'enlèvement de Lakshmi Mittal, patron du groupe sidérurgique ArcelorMittal. Le roman a été adapté à la scène en 2012.
Lors de la Foire du livre de Bruxelles en mars 2010, il se fait enfermer pendant 24 heures, du 3 au 4 mars, pour écrire un polar en direct, dont le manuscrit est consultable en temps réel sur le web. Ce roman, qui prend pour décor la crise traversée par les magasins Carrefour en Belgique s'intitule Une très petite surface. En 2013, du 29 au 30 mai, il réitère la performance à New York : il écrit en 24 heures un roman intitulé Courir jusqu'à New York. Cette fois encore, le manuscrit est consultable en ligne pendant l'écriture même,,. Une version remaniée de ce texte a été publiée dans la collection « Mondes en VF » aux éditions Didier, sous le titre New York 24h chrono. 
En 2013 également il parraine la première édition du festival Les Parlantes. En automne 2014, c'est à Hanoï et Hô Chi Minh-Ville qu'il renouvelle la performance. Les 7-8 février 2015, il repart pour un tour dans le train du Ringbahn de Berlin, cette fois avec six autres écrivains, tournant autour de la capitale allemande pendant 24 heures et ne sortant du train que pour aller recharger son ordinateur.
Nicolas Ancion est également critique de bandes dessinées pour le site ActuaLitté, traducteur depuis l'anglais, et auteur de littérature jeunesse,.

### En bande dessinée
Sous la houlette du rédacteur en chef Jean-Luc Cornette, il contribue au magazine Kramix des Éditions Le Lombard en 2010. Dans le numéro 2 de mars-avril 2010, il scénarise le court récit Mange une main dessiné par Jürg. Pour le même dessinateur, il écrit encore le scénario de Petites histoires en temps de crise, publié dans le no 4 de juillet-août 2010,.

### Vie privée
Il demeure successivement à Montréal, Bruxelles, Madrid, Liège puis l’Aude, avant de s'établir dans un petit village à côté de Carcassonne en 2007. Il vit à Montpellier depuis 2017.

## Œuvres

### Publications

#### Romans, nouvelles, recueils de poésie
- Ciel bleu trop bleu, roman, préface de Jean-Marie Klinkenberg, L'Hèbe, 1995,prix Jeunes Talents de la Province de Liège[2].
- Ces chers vieux monstres, poésie, Éditions Unimuse, 1997
- Le Cahier gonflable, roman, L'Hèbe/les éperonniers, 1997
- Écrivain cherche place concierge, roman, Luc Pire, 1998 (réédition Pocket 2010)
- 39 doigts et 4 oreilles, poèmes illustrés par Frédéric Hainaut, Les éperonniers, 1998
- Quatrième étage[16], roman, Luc Pire, 2000,prix des lycéens 2001[2] - réédition Pocket 2010 ; coll. « Espace Nord »[17] 2017  (ISBN 9782875682697).
- Les Ours n’ont pas de problème de parking, nouvelles, Le Grand Miroir, 2001 (réédition chez Pocket 2009 et Espace Nord en 2014)
- Le Dortoir, poésie, Éditions le Fram, 2004, réédité chez Espace Nord en 2014
- Haute Pression, roman, Le Grand Miroir, 2004
- Le Garçon qui avait mangé un bus, roman, Averbode, 2004, réédité chez Mijade en 2012
- Dans la cité Volta, roman, CFC, 2005
- Métro, boulot, dodo, poésie, L'Arbre à paroles, 2006
- Carrière solo, roman, Labor, 2006
- Le Poète fait sa pub, Bookleg, poésie, Maelström, 2006 — prix Gros Sel 2006[18].
- Nous sommes tous des playmobiles[19], nouvelles, Le Grand Miroir, 2007, prix Franz de Wever[2] - réédition Pocket 2008, traduit en néerlandais et publié en 2009 par les éditions Vrijdag à Anvers.
- Le Garçon qui avait avalé son lecteur mp3, roman, Averbode, 2008
- Retrouver ses facultés[20], petites proses illustrées par Pierre Kroll, Éditions de l'ULG, 2009
- L'Homme qui valait 35 milliards, roman, Luc Pire - Le Grand Miroir, 2009, Prix Victor Rossel des jeunes[1] 2009 - réédition Pocket 2011.
- J'arrête quand je veux[21], roman, Jourdan jeunesse, 2010 (réédition Mijade 2020)
- L'Homme qui refusait de mourir, roman illustré par Patrice Killoffer, Dis Voir, 2010
- Momies et Compagnie, roman jeunesse illustré par Bruno Tatti, Graine 2, 2011 (rééditions Livre de Poche Jeunesse 2019)
- Le Fabuleux Voyage de Ferdinand, album jeunesse illustré par Annette Boisnard, Mijade, 2011
- La Cravate de Simenon, roman, Didier FLE, « Mondes en VF », 2012  (ISBN 978-2-278-07248-4)
- Le Pape a disparu, roman, Onlit Editions, 2012  (ISBN 978-2-87560-049-3)
- New York, 24h chrono, roman, Didier FLE, « Mondes en VF », 2014
- En mille morceaux, roman, Mijade, 2015
- L'Ours intérieur, roman, L'Hèbe, 2015
- Invisibles et remuants, roman, MaelstrÖm RéEvolution, 2015
- Un été cathare, roman, Éditions du Cabardès, 2017  (ISBN 9782919625567)
- Le Livre à lire dans les salles d'attente, L'Hèbe, 2018.
- Le Livre le plus nul de la bibliothèque, Mijade, coll. « Zone J », 2019  (ISBN 9782874231162).
- Le Cahier rouge à spirale, Frédéric Thiry (ill.), Averbode, coll. « Récits-Express », 2022  (ISBN 9782808120845).
- Coup de foudre, Mijade, coll. « Zone J », 2023  (ISBN 978-2-87423-177-3).

#### Collectifs de bande dessinée
- Le Coup de grâce, La Cinquième Couche, coll. « F », Bruxelles, 26 août 2006
Scénario : collectif dont Nicolas Ancion - Dessin : collectif - Couleurs : quadrichromie -  (ISBN 9782930356297)

#### En revues et journaux
- Rien à casser[22], Antoine Fallon (ill.), dans Philéas et Autobule no 16 de septembre-octobre 2009
- dans Kramix no 2 de mars-avril 2010, Le Lombard[15]
- dans Kramix no 4 de juillet-août 2010[15].
- La Lettre[23],[24], conte de Noël, Princesse Barbare (ill.), dans Spirou no 4312/4313 du 2 décembre 2020.

### Théâtre
- 1993 :
  - Les Bâtisseurs d'empire ou Le Schmürz de Boris Vian, (mise en scène) avec Philippe Derlet, Jean-François Noville, Renaud Riga... au Théâtre de la Place à Liège
  - Y laisser des plumes, d'après Henri Michaux et Fernando Arrabal (mise en scène)
- 1999 : Ultima Forsam[25], mis en scène par Alain Wattieu au Théâtre de la Place
- 2002 : À quoi pense-t-on quand on est seul ?, mis en scène par Jean-François Noville
- 2004 : Grand Hôtel, mis en scène par Élisabeth Ancion
- 2012 : L'Homme qui valait 35 milliards[25] (d'après le roman) au Mamac - Musée d'Art moderne et d'Art contemporain (Liège)
- 2015 : Blockbuster[25],[26], Théâtre de Liège, collectif Mensuel
- 2019 : Sabordage[25], Théâtre de Liège, collectif Mensuel
- 2021 : Zaï Zaï[27],  librement adapté de la bande dessinée Zaï zaï zaï zaï de Fabcaro, Théâtre de Liège, collectif Mensuel.

### Traductions depuis l'anglais
- (en) Hafsah Faizal (trad. Nicolas Ancion et Axelle Demoulin), Chasseurs de flamme [« We Hunt the Flame »], De Saxus, 2022, 571 p. (ISBN 978-2-37876-125-7).
- (en) Hafsah Faizal (trad. Nicolas Ancion et Axelle Demoulin), Libérons les étoiles [« We Free the Stars »], De Saxus, 2023, 672 p. (ISBN 978-2-37876-242-1).
- (en) Hafsah Faizal (trad. Nicolas Ancion et Axelle Demoulin), Un thé avant la tempête [« A Tempest of Tea »], De Saxus, 2024, 400 p. (ISBN 978-2-37876-416-6).

#### Articles
- Olivier le Bussy, « Nicolas Ancion, enthousiaste de Liège », La Libre Belgique,‎ 3 août 2004 (lire en ligne, consulté le 30 mars 2025).

#### Interviews
- Nicolas Ancion (interviewé par Edith Soonckindt), « Nicolas Ancion, ou sans doute la plus longue interview du monde », sur soonckindt.com, 13 mai 2016 (consulté le 31 mars 2025).

### Vidéographie
- [vidéo] « Interview de Nicolas Ancion à la Foire du Livre 2020 », sur YouTube, 15 avril 2020